# Frans Stroethoff
Franciscus Alexander (Frans) Stroethoff (Amsterdam,  20 april 1897 –  aldaar, 26 april 1982) was een Nederlandse evangelist en verzetsstrijder in de Tweede Wereldoorlog. Stroethoff was van 1937 tot 1967 directeur van Tot Heil des Volks.

## Levensloop
Stroethoff groeide op in een gezin van acht kinderen, van wie er vier op jonge leeftijd overleden. Nadat hij de schoolbanken verliet, kreeg hij een aanstelling bij een bank, waar hij 23 jaar werkte. Stroethoff hield zichzelf als jongvolwassene bezig met evangelisatie. Zo werkte hij in zijn vrije tijd bij het reclasseringswerk van het Leger des Heils. Daarnaast was hij penningmeester bij de christelijke organisatie Tot Heil des Volks.
Na 23 jaar dienstverband bij de bank werd Stroethoff tijdens de crisisjaren ontslagen. Nog voordat hij definitief op straat stond, werd hem het directeurschap van Tot Heil des Volks aangeboden. Als directeur was hij onder andere verantwoordelijk voor de scholen van Tot Heil des Volks. In 1966 had de organisatie nog drie kleuterscholen en twee lagere scholen. Ook zong hij met een koortje in de cafés op de Zeedijk, waarna hij een stichtelijk woord sprak. In de jaren dertig belegde Stroethoff diensten in de Engelse Kerk met Johannes de Heer en Kees Hoekendijk.
Na de uitbraak van de Tweede Wereldoorlog raakte Stroethoff betrokken bij het verzet. Stroethoff werkte onder andere samen met de bekende verzetsman Henk van Randwijk, tijdens de oorlog het hoofd van een van de scholen van het "Heil". Tijdens de oorlog kreeg deze "ziekteverlof" van zijn werkgever om zich geheel te kunnen wijden aan het verzetswerk. Stroethoff was betrokken bij het Nationaal Steunfonds en bood onder andere hulp aan Joden. Zo werden via Tot Heil des Volks onderduikplaatsen in de provincie geregeld. Tijdens een razzia wist een aantal Joden te ontkomen via een ingang tot het gebouw van Tot Heil des Volks aan de Oudezijds Achterburgwal. Terwijl zij zich in het pand bevonden, verscheen er een groep Duitse soldaten aan de deur met de vraag of er zich binnen Joden bevonden. Stroethoff wees naar het naambord van Tot Heil des Volks en bracht de Hitlergroet. Door het woord Heil in de naam dachten de Duitsers dat zij van doen hadden met een organisatie die op nationaalsocialistische leest was geschoeid en dropen af.
Op 22 mei 1944 werd er door de Sicherheitsdienst op Stroethoffs kantoor aan de Barndesteeg huiszoeking gedaan, waarbij bonkaarten, blanco persoonsbewijzen en distributielijsten werden aangetroffen, alles bij elkaar genoeg om in aanmerking te komen voor de doodstraf. In het half jaar daarna zat Stroethoff gevangen in het Huis van Bewaring aan de Amstelveenseweg en in de Utrechtse strafgevangenis. Hij kwam uiteindelijk vrij nadat een arts zogenaamd een medisch probleem had geconstateerd. Mogelijk hebben bemiddelingspogingen van de Amsterdamse burgemeester Edward Voûte en Ed Gerdes, een kunstschilder die leiding gaf aan het Departement van Kunstbescherming, ook geholpen. Gerdes grootvader Eduard was de eerste voorzitter van Tot Heil des Volks geweest. Na de oorlog ontving Stroethoff het Verzetsherdenkingskruis en werd vanwege zijn werk bij Tot Heil des Volks benoemd tot ridder in de Orde van Oranje Nassau.
Aan het begin van de jaren vijftig haalde Stroethoff de gebedsgenezer Hermann Zaiss naar Nederland. Vanwege diens Duitse afkomst moest Stroethoff zelf eerst over een drempel heenstappen om hem te ontmoeten. De samenkomsten met Zaiss werden door zo'n veertigduizend mensen bezocht. Door de kerkelijke pers werd hij uiterst kritisch bejegend, maar het verschijnsel gebedsgenezing, dat binnen de opkomende pinksterbeweging beoefend werd, stond wel voor het eerst uitgebreid in de aandacht. Later brak Stroethoff met Zaiss omdat hij overging tot gemeentestichting.
Stroethoff verliet in 1980 de Nederlands Hervormde Kerk, waar hij zijn leven lang lid van was geweest. Hij had namelijk moeite met het modernisme en oecumenische contacten met de Wereldraad van Kerken. In de laatste jaren van zijn leven hield Stroethoff zich op charismatische kringen, hoewel hij daar moeite had met de banden met de Rooms-Katholieke Kerk.